# Электронный перевод средств
Электронный перевод средств (EFT) — это электронный перевод денег с одного банковского счета на другой, либо в рамках одного финансового учреждения, либо в нескольких учреждениях, через компьютерные системы без прямого вмешательства банковского персонала.
В соответствии с Законом США об электронном переводе средств 1978 года "перевод средств инициируется с помощью электронного терминала, телефона, компьютера (включая банковские операции в режиме онлайн) или магнитной ленты с целью заказа, поручения или разрешения финансовому учреждению дебетовать или зачислить на счет потребителя ".
Транзакции EFT известны под разными именами в разных странах и разных платежных системах. Например, в Соединенных Штатах они могут упоминаться как «electronic checks» или «e-checks». В Великобритании используется термин «bank transfer», в то время как в некоторых других европейских странах «giro transfer» является распространенным термином.
Типы:
- перевод через банкомат (ATM);
- прямой депозит или снятие средств по инициативе плательщика;
- прямые дебетовые платежи, по которым предприятие дебетует потребительские
- банковские счета для оплаты товаров или услуг;
- переводы по телефону;
- переводы, полученные в результате операций по кредитной или дебетовой карте, независимо от того, инициированы они через платежный терминал или нет.
- банковский перевод через международную банковскую сеть SWIFT;
- электронная оплата счетов в онлайн-банке, которая может быть доставлена электронным или бумажным чеком;
- операции с сохраненной стоимостью электронных денег, возможно, в собственной валюте;
- мгновенная оплата.